# Lockie Ferguson
Lachlan Hammond „Lockie“ Ferguson (* 13. Juni 1991 in Auckland, Neuseeland) ist ein neuseeländischer Cricketspieler der seit 2016 für die neuseeländische Nationalmannschaft spielt.

## Kindheit und Ausbildung
In seiner Schulzeit gewann der nationale Wettbewerbe für den schnellsten Bowler Neuseelands.

## Aktive Karriere
Zu Beginn seiner Karriere spielte er seit 2013 für Auckland. Nachdem er den Plunket Shield 2015/16 mit ihnen gewann, brachten ihn gute Leistungen in der Frühphase beim Plunket Shield 2016/17 die Aufmerksamkeit der Selektoren. Ferguson gab sein Debüt in der Nationalmannschaft im Dezember 2016 in der ODI-Serie in Australien. In der daran anschließenden Tour gegen Bangladesch konnte er im ersten ODI 3 Wickets für 54 Runs erzielen. Auch absolvierte er bei dieser Tour sein Twenty20-Debüt und konnte dabei 3 Wickets für 32 Runs erreichen. In der Folge spielte er zunächst nur vereinzelte Touren. Im Dezember 2017 konnte er gegen die West Indies 3 Wickets für 17 Runs in der ODI-Serie erzielen. Im Januar 2018 folgten dann ebenfalls drei Wickets (3/29) gegen Pakistan. Eine überragende ODI-Serie konnte er im November 2018 gegen Pakistan absolvieren. Nach jeweils drei Wickets in den ersten beiden Spielen (3/36 und 3/60) folgte sein erstes Fove-for mit 5 Wickets für 45 Runs im dritten ODI. Für letzteres wurde er als Spieler des Spiels ausgezeichnet. Im Januar erreichte er dann 4 Wickets für 40 Runs gegen Sri Lanka in der ODI Serie und 3 Wickets für 21 Runs in den Twenty20s. Im Februar folgten dann 3 Wickets für 43 Runs gegen Bangladesch.
Daraufhin wurde er für den Cricket World Cup 2019 nominiert und konnte dort im ersten Spiel gegen Sri Lanka 3 Wickets für 22 Runs erzielen. Nachdem er gegen Afghanistan 4 Wickets für 37 Runs folgen ließ, konnte er auch gegen Südafrika und West Indies mit jeweils 3 Wickets für 59 Runs überzeugen.
Im Finale gegen England folgten dann noch einmal 3 Wickets für 50 Runs, was jedoch nicht zum Titelgewinn reichte. Im Dezember 2019 gab er sein Test-Debüt in Australien. Dabei zog er sich eine Knöchelverletzung zu, nach der er mehrere Monate aussetzte. Im November 2020 konnte er dann im ersten Twenty20 gegen die West Indies 5 Wickets für 21 Runs erzielen und wurde dafür als Spieler des Spiels ausgezeichnet. Im Dezember zog er sich eine Stressfraktur im Rücken zu und viel abermals für mehrere Wochen aus. Daraufhin befand er sich auf dem besten Weg zurück ins Team, doch sorgte eine weitere Knöchelverletzung dafür, dass er den ICC Men’s T20 World Cup 2021 verpasste. Im Februar 2022 gewann er mit Auckland die Ford Trophy 2021/22 und wurde für 10 crore (1,32 Millionen US-Dollar) für die Gujarat Titans für die Indian Premier League 2022 gedraftet. Im Sommer 2022 erreichte er in Irland 4 Wickets für 14 Runs.
Er fand seinen Platz im Kader für den ICC Men’s T20 World Cup 2022, wo er gegen Irland 3 Wickets für 22 Runs erreichte, womit er half den Einzug ins Halbfinale zu sichern. Nach dem Turnier konnte er ebenfalls drei Wickets in der ODI-Serie gegen Indien erzielen. Im September übernahm er für die ODI-Serie in Bangladesch die Kapitänsrolle, als zahlreiche Spieler geschont wurden. Beim Cricket World Cup 2023 konnte er gegen Bangladesch (3/49) und Afghanistan (3/19) jeweils drei Wickets erreichen, wobei er gegen Bangladesch als Spieler des Spiels ausgezeichnet wurde. Im Februar 2024 erreichte er in der Twenty20-Serie gegen Australien vier Wickets (4/12).